# Volha Yakusheva
Volha Alehauna Yakusheva (en bielorruso: Вольга Алегаўна Якушева; Vítebsk, URSS, 7 de octubre de 1974) es una deportista bielorrusa que compitió en tiro con arco, en la modalidad de arco recurvo.
Ganó una medalla de bronce en el Campeonato Mundial de Tiro con Arco en Sala de 1993, en la prueba individual. Participó en los Juegos Olímpicos de Atlanta 1996, ocupando el quinto lugar en la misma prueba.

## Palmarés internacional
| Campeonato Mundial en Sala | Campeonato Mundial en Sala | Campeonato Mundial en Sala | Campeonato Mundial en Sala |
| Año                        | Lugar                      | Medalla                    | Prueba                     |
| -------------------------- | -------------------------- | -------------------------- | -------------------------- |
| 1993                       | Perpiñán (Francia)         | Medalla de bronce          | Individual                 |